# Il cappotto
(Fëdor Michajlovič Dostoevskij)
Il cappotto (in russo Шинель?)  è un racconto di Nikolaj Vasil'evič Gogol', pubblicato nel 1842. Fa parte dei Racconti di Pietroburgo.

## Trama
Ambientato nel mondo dell'amministrazione burocratica, Il cappotto (conosciuto in alcune versioni come "il mantello") tratta la vicenda umana del funzionario Akakij Akakievič Bašmačkin: preso in giro dai colleghi ed escluso dalla vita sociale della Pietroburgo gogoliana, si trova in difficoltà nel momento in cui è costretto a comprarsi una nuova mantella, visto che la vecchia è talmente lisa da non essere più utilizzabile.
Visto che i prezzi per comprare un cappotto sono superiori alle sue possibilità, Akakij Akakievič comincia a risparmiare al fine di acquistarne uno da fare confezionare al sarto Petrovič. L'arrivo del nuovo indumento rappresenta per Akakij un evento estremamente importante, una gioia che rompe l'assoluta ripetitività di un'esistenza dedicata al proprio lavoro, tanto che, appena mostrato il vestito al ministero, Akakij Akakievič pare guadagnare il rispetto di quei colleghi e di quei superiori che prima lo infastidivano quasi ferocemente. Anzi addirittura i suoi colleghi arrivano a organizzare una festa per il suo nuovo cappotto. L'acquisto sembra poter frantumare le incertezze e l'apatia di Akakij; tuttavia la gioia è di brevissima durata e il dramma dietro l'angolo. Mentre rincasa dalla serata coi suoi colleghi di lavoro, il protagonista viene derubato del cappotto. Annichilito dall'episodio, Akakij Akakievič cerca invano giustizia e infine muore di freddo.
La narrazione ha però un finale fantastico, che vede il fantasma del funzionario vagare per la città derubando i signori dei loro cappotti: la furia dello spirito si placherà solo quando questo riuscirà a intimidire un presuntuoso figuro dei piani alti (il cosiddetto "personaggio importante"), che gli aveva negato giustizia per il cappotto perduto.

## Analisi
Ne Il cappotto troviamo una summa della comicità di Gogol', maestro della letteratura russa che ha dato grande impeto alle future produzioni e che è servito da modello a generazioni di autori.
Gogol' ne Il cappotto, come ne Le anime morte, irride i vari strati della società, rappresentandoli corrotti, viziosi e involontariamente ridicoli. Il brano ha poi dato spazio a numerose polemiche letterarie, in quanto molti hanno visto in esso una prima scintilla di quella che sarà la grande stagione della letteratura filantropica russa. Secondo quanto sostenuto dalla critica formalista, quello di Gogol' sarebbe soltanto un enorme gioco letterario, una gigantesca apologia del grottesco creata al fine di far ridere attraverso le lacrime.
Erich Auerbach, pur rinunciando ad approfondirne la trattazione (non analizzava infatti opere di cui non conoscesse la lingua), pone il racconto alla base, assieme a Le anime morte, del moderno realismo russo.

## Traduzioni[3]
- II mantello, Giuseppe Loschi, 1903, Udine, Tipograﬁa del patronato
- L'uniforme, Domenico Ciampoli, 1916, Milano, Istituto editoriale italiano
- traduttore anonimo, 1919, Milano, Casa editrice Sonzogno
- II mantello, Corrado Alvaro, 1920, Milano, R. Quintieri
- Clemente Rebora, 1922, Milano, Il convegno editoriale
- G. Bergamino, 1932, Torino, Casa editrice A.B.C.
- Il pastrano, Enrichetta Carafa d'Andria, 1937, Torino, UTET
- Il mantello, Tommaso Landolfi, 1941, Milano, Rizzoli
- Natalia Bavastro, 1944, Milano, A. Corticelli
- Oreste Del Buono, 1949, Milano, Rizzoli
- Leone Pacini Savoj, 1957, Roma, Gherardo Casini Editore
- Piero Cazzola, 1958, Torino, Paravia
- Duchessa d’Andria, 1960, Torino, Einaudi
- Mario Monti, 1961, Roma, Editori Riuniti
- Giacinta De Dominicis Jorio, 1962, Roma, Edizioni Paoline
- Gianlorenzo Pacini, 1963, Roma, Istituto geografico De Agostini
- A. Julovic, 1964, Firenze, Sansoni
- Pietro Antonio Zveteremich, 1967, Milano, Garzanti
- Giuliana Raspi, 1968, Milano, Fabbri
- R. Abbate, 1970, Napoli, IEM
- Nerina Martini Bernardi Carrescia, 1975, Verona, Officina Bodoni
- Eridano Bazzarelli, 1980, Milano, BUR Rizzoli
- Anjuta Gančikov, 1981[4]
- Francesco Mariano, 1986, Milano, Mondadori
- Silvana Beffa, 1986, Sesto San Giovanni, A. Peruzzo
- La mantella, Nicoletta Marcialis, 1991, Roma, Salerno Editrice
- Luisa De Nardis, 1993, Roma, Newton Compton
- La mantella, Serena Prina, 1994, Milano, I Meridiani Mondadori
- Emanuela Guercetti, 1995, Milano, Rizzoli
- Orazio Gnerre, 1995, Napoli, F.lli Conte
- Francesca Legittimo, 2001, Venezia, Marsilio Editori
- Elvio Bollardi, 2005, Roma, Fermento
- Federico Pizzi, 2012, Milano, Dalai

## Versioni cinematografiche
Il racconto è stato oggetto di molti adattamenti televisivi e cinematografici tra i quali il film Il cappotto di Alberto Lattuada, con protagonista Renato Rascel, del 1952.